# Ponticola syrman
Ponticola syrman es una especie de peces de la familia de los Gobiidae en el orden de los Perciformes.

## Morfología
Los machos pueden llegar a alcanzar los 24,5 cm de longitud total.

## Distribución geográfica
Se encuentra en el mar Negro, mar de Azov y mar Caspio.

## Observaciones
Es inofensivo para los humanos.